# Lödersdorf
Lödersdorf là một đô thị thuộc huyện Feldbach trong bang Steiermark, nước Áo. Đô thị Lödersdorf có diện tích 9,81 km², dân số cuối năm 2005 là 701 người.